# 賴特巴赫河 (魏薩赫河支流)
47°36′39″N 11°38′51″E / 47.61089°N 11.64751°E

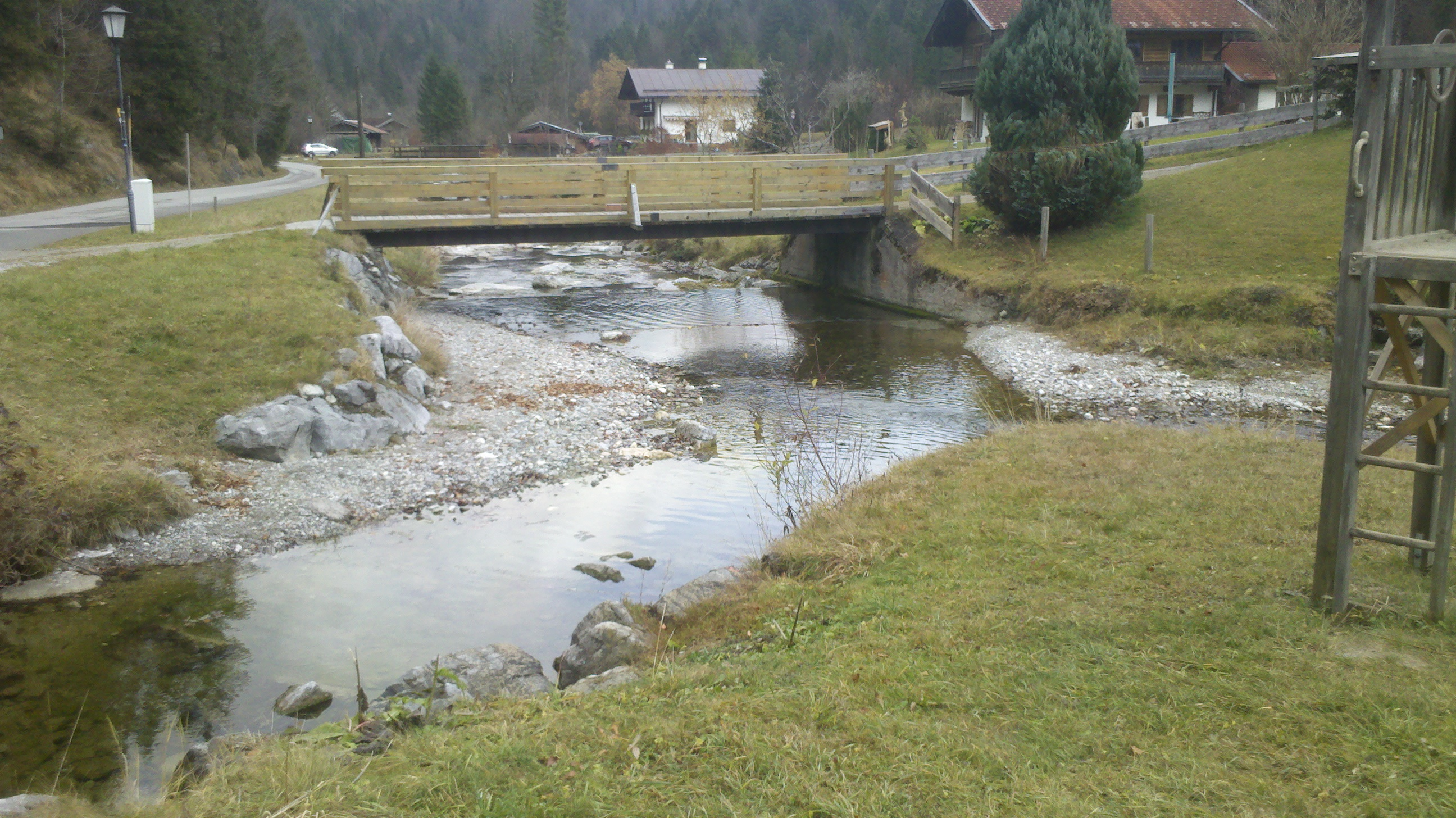

賴特巴赫河是德國的河流，位於該國東南部，由巴伐利亞負責管轄，該河流屬於魏薩赫河的右支流，河道全長4.4公里，流經布勞山。